# Aéroport international de Siem Reap-Angkor
Ne doit pas être confondu avec Aéroport international de Siem Reap.
Siem Reap–Angkor International Airport (code IATA : SAI • code OACI : VDSA) est l'aéroport international situé dans le district de Soutr Nikom, province de Siem Reap, qui dessert la ville de Siem Reap, au Cambodge. Il est situé à 18 km au nord-est de Damdek, à 40 km à l'est d'Angkor Vat et à 50 km à l'est de Siem Reap. Il est destiné à remplacer l'aéroport international de Siem Reap en tant que principal aéroport de la ville et également à servir de principal aéroport pour la province et l'ouest du pays. Il est à ce jour le plus grand aéroport du Cambodge.
Attention le code aéroport (SAI) est le même que celui de San Marin est peut donc causer des surprises.

## Historique
L'ancien aéroport est trop exigu et ne peut pas être agrandi, il est trop proche des temples, ce qui poserait des problèmes de pollution.
La construction du nouvel aéroport a débuté en juillet 2018 et s'est achevée l'été 2023. Des retards dans les travaux avaient pour cause la pandémie de COVID-19, le manque de main-d'œuvre et certaines restrictions.
L'aéroport a accueilli le 16 octobre 2023 son premier vol en provenance de Bangkok et a été inauguré officiellement un mois plus tard.

## Situation
| Sihanoukville Siem Reap Phnom Penh |